# جیمز آ. لیندسی
جیمز استیون لیندسی (انگلیسی: James Stephen Lindsay) زاده سال ۱۹۷۹ میلادی که با نام حرفه ای جیمز آ. لیندسی شناخته می‌شود، یک نویسنده آمریکایی است.
سرشناسی وی مدیون قضیه مطالعات فرهنگ شکوه و شکایت است که طی آن او به همراه ۲ نویسنده دیگر، یعنی پیتر بوقوسیان و هلن پلاکروز به منظور کشف فساد سوگیری و پیش داوری در محافل دانشگاهی، در سالهای ۲۰۱۷ و ۲۰۱۸ میلادی به جعل حساب شده مقالات علمی در مورد موضوعاتی نظیر تبعیض نژادی و جنسی پرداخته و نهایتاً موفق شدند این مقالات را در معتبرترین نشریات علمی و دانشگاهی ایالات متحده، منتشر کنند. بعضی از این مقالات جعلی نه تنها توسط استادان سرشناس مورد استناد قرار گرفته‌اند، بلکه در معتبرترین نشریات دانشگاهی از آنها تقدیر شده است.
لیندسی چندین کتاب از جمله کتابی مشترک در سال ۲۰۲۰ میلادی با همکاری هلن پلاکروز، تحت عنوانی که ترجمه تقریبی أن به فارسی «نظریه‌های بدبینانه» است منتشر کرده و در آنها. از تئوری‌های توطئه جناح راست مانند مارکسیسم فرهنگی و شعارهای ضد ال‌جی‌بی‌تی دفاع کرده است.